# 후안 마르틴 델 포트로
후안 마르틴 델 포트로(Juan Martín del Potro, 1988년 9월 23일 ~ )은 아르헨티나의 프로 테니스 선수이다. 2005년 프로로 데뷔한 그는 2008년 10월 6일 세계 랭킹 10위권에 진입하였으며 2009년 6월에는 세계 랭킹 5위에 오르면서 생애 최고 랭킹을 기록하고 있다.
2008년 8월, 그는 프로 데뷔 후 획득한 첫 4개의 타이틀을 그가 참가한 4개 대회에서 연속으로 따낸 ATP 역사상 최초의 선수가 되었다. 그는 또 2008년에 작성된 기록 중 2번째로 긴 투어 연승 기록을 세웠으며, 이 기록은 10대 선수가 기록한 것으로는 오픈 시대를 통틀어 라파엘 나달이 5개 대회에 걸쳐 세운 23연승 기록 바로 다음으로 긴 것이었다. 이후 그는 2009년 프랑스 오픈 준결승에 진출하였으며 같은 해 US 오픈에서는 우승까지 거두면서 성적이 매우 빠르게 향상되었다. 2009년 마스터스 컵에서는 준우승하였다.

## 통산 기록

### 그랜드 슬램 단식 결승

#### 우승 (1)
| 결과 | 연도 | 대회명  | 코트 | 상대 선수   | 스코어                        |
| 우승 | 2009 | US 오픈 | 하드 | 로저 페더러 | 3–6, 7–6(5), 4–6, 7–6(4), 6–2 |

### ATP 월드 투어 마스터스 1000 결승

#### 준우승 (1)
| 결과   | 연도 | 대회명          | 코트 | 상대 선수 | 스코어              |
| 준우승 | 2009 | 캐나다 마스터스 | 하드 | 앤디 머리 | 6–7(4), 7–6(3), 6–1 |

### 단식: 9 (7승 2패)

#### 우승 (7)
| 우승 – 대회 분류 (2009년 전/후)                           |
| 그랜드 슬램 대회 (1)                                      |
| 마스터스 컵 / ATP 월드 투어 파이널 (0)                    |
| ATP 마스터스 시리즈 / ATP 월드 투어 마스터스 1000 (0)     |
| ATP 인터내셔널 시리즈 골드 / ATP 월드 투어 500 시리즈 (3) |
| ATP 인터내셔널 시리즈 골드 / ATP 월드 투어 250 시리즈 (3) |

| 코트 종류별 타이틀 |
| 하드 (5)           |
| 클레이 (2)         |
| 잔디 (0)           |
| 카페트 (0)         |

#### 준우승 (2)
| 준우승 – 대회 분류 (2009년 전/후)                         |
| 그랜드 슬램 대회 (0)                                      |
| 마스터스 컵 / ATP 월드 투어 파이널 (0)                    |
| ATP 마스터스 시리즈 / ATP 월드 투어 마스터스 1000 (1)     |
| ATP 인터내셔널 시리즈 골드 / ATP 월드 투어 500 시리즈 (1) |
| ATP 인터내셔널 시리즈 골드 / ATP 월드 투어 250 시리즈 (0) |

| 코트 종류별 타이틀 |
| 하드 (2)           |
| 클레이 (0)         |
| 잔디 (0)           |
| 카페트 (0)         |

| 결과   | No. | 일시            | 대회명                            | 코트   | 상대 선수         | 스코어                        |
| 우승   | 1.  | 2008년 7월 13일 | 메르세데스 컵, 독일               | 클레이 | 리샤르 가스케     | 6–4, 7–5                      |
| 우승   | 2.  | 2008년 7월 20일 | 오스트리아 오픈, 오스트리아       | 클레이 | 위르겐 멜처       | 6–2, 6–1                      |
| 우승   | 3.  | 2008년 8월 10일 | 컨트리와이드 클래식, 미국         | 하드   | 앤디 로딕         | 6–1, 7–6(2)                   |
| 우승   | 4.  | 2008년 8월 17일 | 랙 메이슨 테니스 클래식, 미국     | 하드   | 빅토르 트로이츠키 | 6–3, 6–3                      |
| 준우승 | 1.  | 2008년 10월 5일 | 재팬 오픈, 일본                   | 하드   | 토마시 베르디흐   | 6–1, 6–4                      |
| 우승   | 5.  | 2009년 1월 17일 | 하이네켄 오픈, 뉴질랜드           | 하드   | 샘 퀘리           | 6–4, 6–4                      |
| 우승   | 6.  | 2009년 8월 9일  | 랙 메이슨 테니스 클래식, 미국 (2) | 하드   | 앤디 로딕         | 3–6, 7–5, 7–6(6)              |
| 준우승 | 2.  | 2009년 8월 16일 | 로저스 마스터스, 캐나다           | 하드   | 앤디 머리         | 6–7(4), 7–6(3), 6–1           |
| 우승   | 7.  | 2009년 9월 14일 | US 오픈, 미국                     | 하드   | 로저 페더러       | 3–6, 7–6(5), 4–6, 7–6(4), 6–2 |

### 복식: 1 (1승 0패)

#### 우승 (1)
| 대회 종류 (2009년 전/후)                                  |
| 그랜드 슬램 대회 (0)                                      |
| 마스터스 컵 / ATP 월드 투어 파이널 (0)                    |
| ATP 마스터스 시리즈 / ATP 월드 투어 마스터스 1000 (0)     |
| ATP 인터내셔널 시리즈 골드 / ATP 월드 투어 500 시리즈 (0) |
| ATP 인터내셔널 시리즈 / ATP 월드 투어 250 시리즈 (1)      |

| 코트 종류별 타이틀 |
| 하드 (1)           |
| 클레이 (0)         |
| 잔디 (0)           |
| 카페트 (0)         |

| 결과 | No. | 일시            | 대회명                               | 코트 | 파트너        | 상대 팀                               | 스코어         |
| 우승 | 1.  | 2007년 7월 30일 | 인디애나폴리스 테니스 챔피언십, 미국 | 하드 | 트래비스 패럿 | 테이무라스 가바시빌리 이보 카를로비치 | 3–6, 6–2, 10–6 |